# Alina Zagitova
Alina Ilnazovna Zagitova (ruski: Алина Ильназовна Загитова; Iževsk, 18. svibnja 2002.) je ruska klizačica. Svjetska je juniorska prvakinja 2017. i europska seniorska prvakinja 2018. godine.
Alina Zagitova je kći trenera hokejaša koji je tatarskog podrijetla. Bila je bez imena prvu godinu nakon rođenja, sve dok njezini roditelji nisu vidjeli rusku gimnastičarku Alinu Kabajevu i odlučili imenovati svoju kćer po njoj. Zagitova je počela umjetničko klizanje u dobi od pet godina. Do 2015. trenirala je u svom gradu Iževsku, nakon čega je otišla u trening centar za obuku klizača u Moskvi. Bila je 9 u 2016. godini na nacionalnom prvenstvu za juniore.
Nastupala je u kolovozu 2016. na juniorskim Grand Prix natjecanjima. Zbog dobrih nastupa u Francuskoj i Sloveniji, kvalificirala se za finalni Grand Prix. Alina Zagitova osvojila je zlatnu medalju s 207,43 boda, što je juniorski svjetski rekord. U prosincu 2016. osvojila je zlatnu medalju na državnom prvenstvu za juniore, a također i srebrnu medalju u seniorskoj konkurenciji, iza Jevgenije Medvjedeve. Pobijedila je na Svjetskom juniorskom prvenstvu u ožujku 2017.
Pobijedila je i na Europskom prvenstvu 2018. u seniorskoj konkurenciji s 16 godina. Bila je bolja i od sunarodnjakinje Jevgenije Medvjedeve, svjetske i europske prvakinje. Ubrzo nakon toga, zajedno s Medvjedevom i Marijom Sockovom, izabrana je za sudjelovanje na Zimskim olimpijskim igrama u Pyeongchangu, gdje je osvojila srebro u ekipnom natjecanju.